# Mighty Mo Rodgers
Pour les articles homonymes, voir Rodgers.
Mighty Mo Rodgers (né Maurice Rodgers en 1942 à East Chicago, Indiana) est un pianiste, organiste, chanteur et compositeur de blues.

## Biographie
Il étudie le piano classique, mais écoute les musiciens de blues et de jazz qui se produisent dans le club que tient son père. Adolescent, il se glisse au Chicken Shack de Gary, la ville voisine, pour y écouter Willie Dixon, Eddie Boyd, Jimmy Reed, etc.
Il est encore au lycée quand il monte son premier groupe de rhythm 'n' blues : Les Rocketeers. C'est à l'université qu'il commence à écrire des chansons, qu'il interprète à la tête du Maurice Rodgers Combo, en s'accompagnant au piano électrique Wurlitzer. Il donne alors dans une veine très proche de Ray Charles ou Otis Redding.
Il abandonne ses études et part pour Los Angeles. Là-bas, il travaille dans les studios et joue avec T-Bone Walker, Albert Collins, Bobby Blue Bland, Jimmy Reed, etc.
En 1973, il produit un disque de l'un de ses « héros », l'harmoniciste Sonny Terry, avec Brownie McGhee. Puis, écœuré par les changements survenus dans l'industrie musicale (son « côté hollywoodien », dit-il) et l'arrivée du disco, il reprend ses études et décroche un diplôme de philosophie.
Parallèlement, pour gagner sa vie, il écrit pour Chappell et Motown. Il s'investit ensuite dans l'enseignement dans les quartiers difficiles de Los Angeles. Il revient à la musique en 1992. Aujourd'hui, outre sa carrière musicale, il prépare une maîtrise : Le blues comme musique métaphysique (sa musicalité et ses soutiens ontologiques).

## Discographie
- 1999 : Blues is my wailin' wall (Blue thumb)
- 2002 : Red white and blues (Verve)
- 2003 : Black Paris blues (Isabel Records)
- 2007 : Redneck Blues (Dixiefrog)
- 2009 : Dispatches from the moon (Dixiefrog/Harmonia Mundi)
- 2012 : Cadillac Jack[1] (Waterfront)
- 2014 : Mud'n blood (Dixiefrog)
- 2017 : Griot Blues (One Root Music)